# Amilo
Amilo é uma vila no distrito de Azamgarh, no estado indiano de Uttar Pradesh.

## Demografia
Segundo o censo de 2001, Amilo tinha uma população de 21,887 habitantes. Os indivíduos do sexo masculino constituem 52% da população e os do sexo feminino 48%. Amilo tem uma taxa de literacia de 46%, inferior à média nacional de 59.5%; com 58% para o sexo masculino e 42% para o sexo feminino. 22% da população está abaixo dos 6 anos de idade.